# Château d'Hardoncelle
Le château d'Hardoncelle est une maison forte du XVIe siècle située dans la commune française de Remilly-les-Pothées dans le département des Ardennes.

## Situation
Il est situé le long de la D9, dans le hameau d'Hardoncelle, à l'est du village de Remilly-les-Pothées. Ce hameau est situé en hauteur et le château permet de surveiller la vallée de la Sormonne et l'une des routes d'accès à Mézières. 
L'écrivain Charles Gailly de Taurines rêva en ce lieu des Quatre fils Aymon. Et le général Roger Noiret s'y installa, après avoir mis fin à sa carrière militaire, pour entreprendre en Ardennes une carrière politique, mais aussi s'y consacrer à la peinture.

## Historique
Le château d'Hardoncelle a été bâti au XVIe siècle en lieu et place d'un précédent édifice détruit par les Liégeois.
Au gré des alliances matrimoniales et des héritages, ce château passe de famille en famille : les Argy, les Villelongue, les La Salle, les Pétré, les Samboeuf, les Voyart.
En 1777, Louis-Polycarpe Voyart, inspecteur général des vivres de la Champagne et du Hainault, cède cette propriété à Louis-Antoine de Beffroy qui disposait déjà du château de La Grève, sur la commune voisine de Saint-Marcel.
A la Révolution, plusieurs membres de la famille de Beffroy émigrent, notamment Louis Antoine de Beffroy qui rejoint l'Armée de Condé. Les populations locales détruisent le château de la Grève mais préservent celui d'Hardoncelle.
Plusieurs autres membres de la famille restent en France et combattent dans les armées de la République puis de l'Empire. C'est le cas par exemple d'Antoine Ferdinand de Beffroy, né au château d'Hardoncelle en 1787, neveu de Louis Antoine de Beffroy trop jeune au moment de la Révolution mais qui s’engage dans les troupes impériales.
Le 16 nivôse an II (5 janvier 1794), en pleine Terreur, le district procède à un inventaire du domaine, sans qu'il en résulte d'autres effets, puisque la famille de Beffroy reste propriétaire des lieux.
À la mort de Jean Baptiste Beffroy en 1892, Gustave Gailly, industriel et sénateur des Ardennes, acquiert la propriété et y installe sa famille. Son fils, l'écrivain Charles Gailly de Taurines, y écrit plusieurs de ses œuvres dont les plus célèbres, la légende des Quatre fils Aymon, et le Mystère de la Passion. 
À la suite du déclenchement de la Seconde Guerre mondiale, la famille Gailly de Taurines quitte le domaine pour Paris, fermant précautionneusement les volets du château, et cadenassant la grille. Durant l'occupation allemande, le château est réquisitionné rapidement par la WOL (Wirtschaftsoberleitung), et un chef de culture allemand s'y installe. En 1944, il prend à son tour la poudre d’escampette lors de la libération de la France par les troupes alliées, sans prendre, lui, le temps de fermer les portes et volets, mais en emportant  toutefois les plus beaux meubles du château.
Le château demeure inhabité jusqu’en 1952, date à laquelle il est racheté par le général Roger Noiret. Cet édifice est un domaine privé et ne se visite pas.

## Architecture

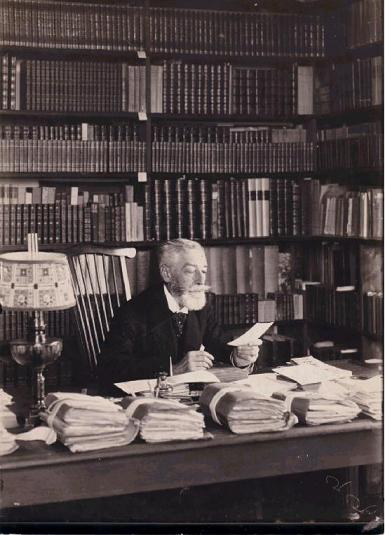
Charles Gailly de Taurines dans son bureau

Depuis sa construction au XVIe siècle, le château a été remanié à plusieurs reprises de façon significative. Plusieurs bâtiments importants ont disparu, dont une grosse tour supprimée pendant la période révolutionnaire et une chapelle, construite en 1767. Cette chapelle était encore citée dans l'inventaire de janvier 1794.
Il est constitué aujourd'hui d'un corps de logis. Une fine tourelle, munie d'une haute poivrière, rattache ce corps de logis à une aile de dimension presque carrée. Pour reprendre l'expression imagée de Suzanne Briet, cette tourelle, bien visible de la route malgré le muret, constitue la plume au chapeau d'Hardoncelle, et abrite un escalier à vis.
A l'extrémité septentrionale du corps de logis principal, se trouve l'ancien pigeonnier, de plan lui aussi presque carré et muni d'une toiture élevée. Il est placé légèrement en saillie, et offre une vue sur les vallées de l'Audry et de la Sormonne. C'est dans cet ancien pigeonnier, de belles dimensions, que Charles Gailly de Taurines avait installé son bureau et sa bibliothèque.